# Kajakarstwo na Letnich Igrzyskach Olimpijskich 2008 – K-2 1000 m mężczyzn
K-2 1000 metrów mężczyzn to jedna z konkurencji w kajakarstwie klasycznym rozgrywanych podczas Letnich Igrzysk Olimpijskich 2008. Kajakarze rywalizowali między 19 a 23 sierpnia na torze Park Olimpijski Shunyi w Pekinie.

## Terminarz
Wszystkie godziny są podane w czasie pekińskim (UTC+08:00)
| Data             | Godzina |            |
| ---------------- | ------- | ---------- |
| 18 sierpnia 2008 | 16:50   | Eliminacje |
| 20 sierpnia 2008 | 16:20   | Półfinał   |
| 22 sierpnia 2008 | 16:35   | Finał      |

## Wyniki

### Eliminacje
Zawodnicy z miejsc 1-3 z każdego z biegów eliminacyjnych awansował do finału. Zawodnicy z miejsc 4 - 7 oraz osoba z najlepszym czasem z 8 - go miejsca awansowali do półfinałów. Pozostałe osady zostały wyeliminowane.
Bieg 1
| Pozycja | Zawodnik                              | Czas     | Uwagi |
| ------- | ------------------------------------- | -------- | ----- |
| 1.      | Andreas Ihle Martin Hollstein         | 3:15,987 | QF    |
| 2.      | Kim Wraae Knudsen René Holten Poulsen | 3:18,709 | QF    |
| 3.      | Philippe Colin Cyrille Carré          | 3:18,968 | QF    |
| 4.      | Kevin De Bont Bob Maesen              | 3:21,604 | QSF   |
| 5.      | Shen Jie Huang Zhipeng                | 3:26,443 | QSF   |
| 6.      | José Giovanni Ramos Gabriel Rodríguez | 3:31,569 | QSF   |
| -       | Markus Oscarsson Anders Gustafsson    | DSQ      | DSQ   |

Bieg 2
| Pozycja | Zawodnik                          | Czas     | Uwagi |
| ------- | --------------------------------- | -------- | ----- |
| 1.      | Zoltán Kammerer Gábor Kucsera     | 3:17,636 | QF    |
| 2.      | Adam Seroczyński Mariusz Kujawski | 3:18,282 | QSF   |
| 3.      | Andrea Facchin Antonio Scaduto    | 3:18,897 | QSF   |
| 4.      | Mike Walker Steven Ferguson       | 3:19,167 | QSF   |
| 5.      | Krists Straume Kristaps Zaļupe    | 3:23,198 | QSF   |
| 6.      | Mika Hokajärvi Kalle Mikkonen     | 3:23,475 | QSF   |
| 7.      | Steven Jorens Ryan Cuthbert       | 3:29,037 | QSF   |

## Półfinał
Trzy najszybsze osady awansowały do finału.
| Pozycja | Zawodnik                              | Czas     | Uwagi |
| ------- | ------------------------------------- | -------- | ----- |
| 1.      | Krists Straume Kristaps Zaļupe        | 3:23,408 | QF    |
| 2.      | Mike Walker Steven Ferguson           | 3:23,511 | QF    |
| 3.      | Shen Jie Huang Zhipeng                | 3:24,031 | QF    |
| 4.      | Kevin De Bont Bob Maesen              | 3:24,148 |       |
| 5.      | Steven Jorens Ryan Cuthbert           | 3:26,635 |       |
| 6.      | Mika Hokajärvi Kalle Mikkonen         | 3:27,018 |       |
| 7.      | José Giovanni Ramos Gabriel Rodríguez | 3:27,423 |       |

## Finał
| Pozycja | Zawodnik                              | Czas     | Uwagi       |
| ------- | ------------------------------------- | -------- | ----------- |
| złoto   | Andreas Ihle Martin Hollstein         | 3:11,809 |             |
| srebro  | Kim Wraae Knudsen René Holten Poulsen | 3:13,580 |             |
| brąz    | Andrea Facchin Antonio Scaduto        | 3:14,750 |             |
| DSQ     | Adam Seroczyński Mariusz Kujawski     | 3:14,828 | [ 1 ] [ 2 ] |
| 4.      | Zoltán Kammerer Gábor Kucsera         | 3:15,049 |             |
| 5.      | Mike Walker Steven Ferguson           | 3:15,329 |             |
| 6.      | Philippe Colin Cyrille Carré          | 3:16,532 |             |
| 7.      | Krists Straume Kristaps Zaļupe        | 3:19,387 |             |
| 8.      | Shen Jie Huang Zhipeng                | 3:22,058 |             |